# Bobowo
Bobowo (ted. Bobau, 1939-42 Dietersfelde) è un comune rurale polacco del distretto di Starogard, nel voivodato della Pomerania.
Ricopre una superficie di 51,67 km² e nel 2004 contava 2 838 abitanti.